# Fußball-Club Gelsenkirchen-Schalke 04 2014-2015
Questa voce raccoglie le informazioni riguardanti l' Fußball-Club Gelsenkirchen-Schalke 04  nelle competizioni ufficiali della stagione 2014-2015.

## Stagione
Nella stagione 2014-2015 lo Schalke, allenato da Roberto Di Matteo, concluse il campionato di Bundesliga al 6º posto. In coppa di Germania lo Schalke fu eliminato al primo turno dalla Dinamo Dresda. In Champions League lo Schalke fu eliminato agli ottavi di finale dal Real Madrid.

## Rosa
| N. |                                 | Ruolo | Calciatore                  |
| -- | ------------------------------- | ----- | --------------------------- |
| 1  | Germania (bandiera)             | P     | Ralf Fährmann               |
| 2  | Germania (bandiera)             | D     | Marvin Friedrich            |
| 3  | Germania (bandiera)             | D     | Jan Kirchhoff               |
| 4  | Germania (bandiera)             | D     | Benedikt Höwedes            |
| 6  | Bosnia ed Erzegovina (bandiera) | D     | Sead Kolašinac              |
| 7  | Germania (bandiera)             | C     | Max Meyer                   |
| 8  | Germania (bandiera)             | C     | Leon Goretzka               |
| 10 | Germania (bandiera)             | C     | Julian Draxler              |
| 12 | Germania (bandiera)             | C     | Marco Höger                 |
| 13 | Camerun (bandiera)              | A     | Eric Maxim Choupo-Moting () |
| 15 | Germania (bandiera)             | D     | Dennis Aogo                 |
| 17 | Perù (bandiera)                 | C     | Jefferson Farfán            |
| 19 | Germania (bandiera)             | C     | Leroy Sané                  |
| 20 | Nigeria (bandiera)              | A     | Chinedu Obasi               |
| 22 | Giappone (bandiera)             | D     | Atsuto Uchida               |

| N. |                        | Ruolo | Calciatore          |
| -- | ---------------------- | ----- | ------------------- |
| 23 | Austria (bandiera)     | D     | Christian Fuchs     |
| 24 | Turchia (bandiera)     | D     | Kaan Ayhan ()       |
| 25 | Paesi Bassi (bandiera) | A     | Klaas-Jan Huntelaar |
| 27 | Svizzera (bandiera)    | C     | Tranquillo Barnetta |
| 28 | Germania (bandiera)    | P     | Christian Wetklo    |
| 29 | Albania (bandiera)     | A     | Donis Avdijaj       |
| 31 | Serbia (bandiera)      | D     | Matija Nastasić     |
| 32 | Camerun (bandiera)     | D     | Joël Matip          |
| 33 | Germania (bandiera)    | C     | Roman Neustädter    |
| 34 | Germania (bandiera)    | P     | Fabian Giefer       |
| 35 | Germania (bandiera)    | C     | Marcel Sobottka     |
| 36 | Germania (bandiera)    | A     | Felix Platte        |
| 37 | Germania (bandiera)    | D     | Pascal Itter        |
| 40 | Germania (bandiera)    | P     | Timon Wellenreuther |

## Organigramma societario
Area tecnica
- Allenatore: Roberto Di Matteo
- Allenatore in seconda: Attilio Lombardo
- Preparatore dei portieri: Massimo Battara
- Preparatori atletici: Ruwen Faller, Henrik Kuchno

## Risultati

### Bundesliga

#### Girone di andata
| Arbitro: | Gagelmann |

|                     |           |               |
| Prib 67’ Joselu 70’ | Marcatori | 47’ Huntelaar |

| Arbitro: | Fritz |

|             |           |                 |
| Höwedes 62’ | Marcatori | 10’ Lewandowski |

| Arbitro: | Brych |

|                                     |           |                          |
| Hahn 17’, 50’ Kruse 56’ Raffael 79’ | Marcatori | 52’ (rig.) Choupo-Moting |

| Arbitro: | Schmidt |

|                                      |           |                    |
| Choupo-Moting 40’ (rig.) Draxler 50’ | Marcatori | 15’ Meier 24’ Russ |

| Arbitro: | Stark |

|  |           |                                       |
|  | Marcatori | 48’ Meyer 51’ Neustädter 85’ Barnetta |

| Arbitro: | Gagelmann |

|                             |           |                |
| Matip 10’ Choupo-Moting 23’ | Marcatori | 26’ Aubameyang |

| Arbitro: | Meyer |

|                            |           |               |
| Elyounoussi 13’ Szalai 29’ | Marcatori | 83’ Huntelaar |

| Arbitro: | Kircher |

|                           |           |  |
| Huntelaar 19’ Draxler 65’ | Marcatori |  |

| Arbitro: | Gräfe |

|                |           |  |
| Çalhanoğlu 53’ | Marcatori |  |

| Arbitro: | Dingert |

|               |           |  |
| Huntelaar 37’ | Marcatori |  |

| Arbitro: | Zwayer |

|                       |           |  |
| Günter 22’ Schmid 68’ | Marcatori |  |

| Arbitro: | Hartmann |

|                                  |           |                       |
| Choupo-Moting 10’, 22’ Fuchs 25’ | Marcatori | 37’ Olić 74’ Bendtner |

| Arbitro: | Perl |

|                                      |           |             |
| Huntelaar 10’, 25’, 61’ Barnetta 54’ | Marcatori | 44’ Okazaki |

| Arbitro: | Meyer |

|  |           |                                      |
|  | Marcatori | 1’, 21’, 61’ Choupo-Moting 10’ Meyer |

| Arbitro: | Brych |

|          |           |                             |
| Sané 85’ | Marcatori | 46’ Ujah 67’ (rig.) Lehmann |

| Arbitro: | Fritz |

|                  |           |                                  |
| Ayhan 31’ (aut.) | Marcatori | 44’ Choupo-Moting 78’ Neustädter |

| Gelsenkirchen 20 dicembre 2014, ore 15:30 CET 17ª giornata | Schalke 04 | 0 – 0 referto | Amburgo | Veltins-Arena (61 973 spett.)\| Arbitro: \| Schmidt \| |
| Arbitro:                                                   | Schmidt    |               |         |                                                        |

#### Girone di ritorno
| Arbitro: | Stegemann |

|           |           |  |
| Höger 32’ | Marcatori |  |

| Arbitro: | Dankert |

|            |           |             |
| Robben 67’ | Marcatori | 72’ Höwedes |

| Arbitro: | Stark |

|              |           |  |
| Barnetta 10’ | Marcatori |  |

| Arbitro: | Fritz |

|            |           |  |
| Piazon 64’ | Marcatori |  |

| Arbitro: | Gräfe |

|           |           |           |
| Meyer 61’ | Marcatori | 90’ Prödl |

| Arbitro: | Zwayer |

|                                        |           |  |
| Aubameyang 78’ Mxit'aryan 79’ Reus 86’ | Marcatori |  |

| Arbitro: | Dankert |

|                          |           |             |
| Fuchs 12’ Meyer 41’, 53’ | Marcatori | 73’ Volland |

| Arbitro: | Weiner |

|                              |           |                    |
| Ben-Hatira 21’ Haraguchi 81’ | Marcatori | 40’ Sané 90’ Matip |

| Arbitro: | Gagelmann |

|  |           |               |
|  | Marcatori | 35’ Bellarabi |

| Augusta 5 aprile 2015, ore 15:30 CEST 27ª giornata | Augusta | 0 – 0 referto | Schalke 04 | SGL Arena (30 660 spett.)\| Arbitro: \| Meyer \| |
| Arbitro:                                           | Meyer   |               |            |                                                  |

| Gelsenkirchen 11 aprile 2015, ore 15:30 CEST 28ª giornata | Schalke 04 | 0 – 0 referto | Friburgo | Veltins-Arena (61 471 spett.)\| Arbitro: \| Drees \| |
| Arbitro:                                                  | Drees      |               |          |                                                      |

| Arbitro: | Dingert |

|               |           |          |
| De Bruyne 78’ | Marcatori | 53’ Sané |

| Arbitro: | Hartmann |

|               |           |  |
| Bell 28’, 31’ | Marcatori |  |

| Arbitro: | Zwayer |

|                                    |           |                       |
| Huntelaar 9’, 78’ Klein 89’ (aut.) | Marcatori | 22’ Harnik 51’ Kostić |

| Arbitro: | Stark |

|                        |           |  |
| Risse 34’ Gerhardt 89’ | Marcatori |  |

| Arbitro: | Dankert |

|                      |           |  |
| Hünemeier 88’ (aut.) | Marcatori |  |

| Arbitro: | Welz |

|                       |           |  |
| Olić 49’ Rajković 58’ | Marcatori |  |

### Coppa di Germania
| Arbitro: | Aytekin |

|                                |           |           |
| Eilers 24’ (rig.) Teixeira 50’ | Marcatori | 78’ Matip |

### Champions League
| Arbitro: | Bebek |

|              |           |               |
| Fàbregas 11’ | Marcatori | 62’ Huntelaar |

| Arbitro: | Carballo |

|               |           |           |
| Huntelaar 56’ | Marcatori | 37’ Bohar |

| Arbitro: | Karasëv |

|                                                              |           |                                |
| Obasi 34’ Huntelaar 51’ Höwedes 60’ Choupo-Moting 90’ (rig.) | Marcatori | 16’ Nani 64’ (rig.), 78’ Silva |

| Arbitro: | Tagliavento |

|                                             |           |                             |
| Sarr 26’ Jefferson 52’ Nani 72’ Slimani 90’ | Marcatori | 17’ (aut.) Slimani 88’ Aogo |

| Arbitro: | Eriksson |

|  |           |                                                                  |
|  | Marcatori | 2’ Terry 29’ Willian 44’ (aut.) Kirchhoff 76’ Drogba 78’ Ramires |

| Arbitro: | Marciniak |

|  |           |           |
|  | Marcatori | 62’ Meyer |

| Arbitro: | Atkinson |

|  |           |                         |
|  | Marcatori | 26’ Ronaldo 79’ Marcelo |

| Arbitro: | Skomina |

|                              |           |                                       |
| Ronaldo 25’, 45’ Benzema 53’ | Marcatori | 20’ Fuchs 40’, 84’ Huntelaar 57’ Sané |

## Statistiche

### Statistiche di squadra
| Competizione      | Punti | In casa | In casa | In casa | In casa | In casa | In casa | In trasferta | In trasferta | In trasferta | In trasferta | In trasferta | In trasferta | Totale | Totale | Totale | Totale | Totale | Totale | DR |
| Competizione      | Punti | G       | V       | N       | P       | Gf      | Gs      | G            | V            | N            | P            | Gf           | Gs           | G      | V      | N      | P      | Gf     | Gs     | DR |
| ----------------- | ----- | ------- | ------- | ------- | ------- | ------- | ------- | ------------ | ------------ | ------------ | ------------ | ------------ | ------------ | ------ | ------ | ------ | ------ | ------ | ------ | -- |
| Bundesliga        | 48    | 17      | 10      | 5       | 2       | 26      | 14      | 17           | 3            | 4            | 10           | 16           | 26           | 34     | 13     | 9      | 12     | 42     | 40     | +2 |
| Coppa di Germania | -     | 0       | 0       | 0       | 0       | 0       | 0       | 1            | 0            | 0            | 1            | 1            | 2            | 1      | 0      | 0      | 1      | 1      | 2      | -1 |
| Champions League  | -     | 4       | 1       | 1       | 2       | 5       | 11      | 4            | 2            | 1            | 1            | 8            | 8            | 8      | 3      | 2      | 3      | 13     | 19     | -6 |
| Totale            | -     | 21      | 11      | 6       | 4       | 31      | 25      | 22           | 5            | 5            | 12           | 25           | 36           | 43     | 16     | 11     | 16     | 56     | 61     | -5 |

### Andamento in campionato
| Giornata  | 1  | 2  | 3  | 4  | 5  | 6  | 7  | 8 | 9  | 10 | 11 | 12 | 13 | 14 | 15 | 16 | 17 | 18 | 19 | 20 | 21 | 22 | 23 | 24 | 25 | 26 | 27 | 28 | 29 | 30 | 31 | 32 | 33 | 34 |
| --------- | -- | -- | -- | -- | -- | -- | -- | - | -- | -- | -- | -- | -- | -- | -- | -- | -- | -- | -- | -- | -- | -- | -- | -- | -- | -- | -- | -- | -- | -- | -- | -- | -- | -- |
| Luogo     | T  | C  | T  | C  | T  | C  | T  | C | T  | C  | T  | C  | C  | T  | C  | T  | C  | C  | T  | C  | T  | C  | T  | C  | T  | C  | T  | C  | T  | T  | C  | T  | C  | T  |
| Risultato | P  | N  | P  | N  | V  | V  | P  | V | P  | V  | P  | V  | V  | V  | P  | V  | N  | V  | N  | V  | P  | N  | P  | V  | N  | P  | N  | N  | N  | P  | V  | P  | V  | P  |
| Posizione | 14 | 13 | 16 | 16 | 13 | 10 | 11 | 9 | 12 | 8  | 11 | 7  | 6  | 4  | 6  | 5  | 5  | 4  | 6  | 3  | 4  | 4  | 5  | 5  | 5  | 5  | 5  | 5  | 5  | 5  | 5  | 6  | 5  | 6  |

Legenda:

Luogo: C = Casa; T = Trasferta. Risultato: V = Vittoria; N = Pareggio; P = Sconfitta.

### Statistiche dei giocatori
| Giocatore        | Bundesliga | Bundesliga | Bundesliga  | Bundesliga | Coppa di Germania | Coppa di Germania | Coppa di Germania | Coppa di Germania | Champions League | Champions League | Champions League | Champions League | Totale   | Totale | Totale      | Totale     |
| Giocatore        | Presenze   | Reti       | Ammonizioni | Espulsioni | Presenze          | Reti              | Ammonizioni       | Espulsioni        | Presenze         | Reti             | Ammonizioni      | Espulsioni       | Presenze | Reti   | Ammonizioni | Espulsioni |
| ---------------- | ---------- | ---------- | ----------- | ---------- | ----------------- | ----------------- | ----------------- | ----------------- | ---------------- | ---------------- | ---------------- | ---------------- | -------- | ------ | ----------- | ---------- |
| R. Fährmann      | 25         | 0          | 0           | 0          | 1                 | 0                 | 0                 | 0                 | 6                | 0                | 0                | 0                | 32       | 0      | 0           | 0          |
| F. Giefer        | 2          | 0          | 1           | 0          | -                 | -                 | -                 | -                 | -                | -                | -                | -                | 2        | 0      | 1           | 0          |
| T. Wellenreuther | 8          | 0          | 0           | 0          | -                 | -                 | -                 | -                 | 2                | 0                | 0                | 0                | 10       | 0      | 0           | 0          |
| C. Wetklo        | -          | -          | -           | -          | -                 | -                 | -                 | -                 | -                | -                | -                | -                | -        | -      | -           | -          |
| D. Aogo          | 25         | 0          | 8           | 0          | -                 | -                 | -                 | -                 | 7                | 1                | 0                | 0                | 32       | 1      | 8           | 0          |
| K. Ayhan         | 15         | 0          | 3           | 0          | -                 | -                 | -                 | -                 | 4                | 0                | 0                | 0                | 19       | 0      | 3           | 0          |
| A. Borgmann      | -          | -          | -           | -          | -                 | -                 | -                 | -                 | -                | -                | -                | -                | -        | -      | -           | -          |
| M. Friedrich     | 5          | 0          | 0           | 0          | -                 | -                 | -                 | -                 | 1                | 0                | 0                | 0                | 6        | 0      | 0           | 0          |
| C. Fuchs         | 25         | 2          | 3           | 0          | -                 | -                 | -                 | -                 | 5                | 1                | 1                | 0                | 30       | 3      | 4           | 0          |
| B. Höwedes       | 28         | 2          | 8           | 0          | -                 | -                 | -                 | -                 | 6                | 1                | 0                | 0                | 34       | 3      | 8           | 0          |
| P. Itter         | -          | -          | -           | -          | -                 | -                 | -                 | -                 | -                | -                | -                | -                | -        | -      | -           | -          |
| T. Kehrer        | -          | -          | -           | -          | -                 | -                 | -                 | -                 | -                | -                | -                | -                | -        | -      | -           | -          |
| J. Kirchhoff     | 14         | 0          | 2           | 0          | -                 | -                 | -                 | -                 | 4                | 0                | 1                | 0                | 18       | 0      | 3           | 0          |
| S. Kolašinac     | 6          | 0          | 2           | 0          | 1                 | 0                 | 0                 | 0                 | -                | -                | -                | -                | 7        | 0      | 2           | 0          |
| J. Matip         | 21         | 2          | 2           | 1          | 1                 | 1                 | 0                 | 0                 | 3                | 0                | 0                | 0                | 25       | 3      | 2           | 1          |
| M. Nastasić      | 16         | 0          | 3           | 0          | -                 | -                 | -                 | -                 | 2                | 0                | 0                | 0                | 18       | 0      | 3           | 0          |
| A. Uchida        | 19         | 0          | 2           | 0          | -                 | -                 | -                 | -                 | 7                | 0                | 0                | 0                | 26       | 0      | 2           | 0          |
| T. Barnetta      | 22         | 3          | 0           | 0          | 1                 | 0                 | 0                 | 0                 | 4                | 0                | 0                | 0                | 27       | 3      | 0           | 0          |
| K. Boateng       | 18         | 0          | 2           | 1          | 1                 | 0                 | 1                 | 0                 | 6                | 0                | 3                | 0                | 25       | 0      | 6           | 1          |
| L. Goretzka      | 10         | 0          | 1           | 0          | -                 | -                 | -                 | -                 | 1                | 0                | 0                | 0                | 11       | 0      | 1           | 0          |
| M. Höger         | 26         | 1          | 11          | 0          | 1                 | 0                 | 0                 | 0                 | 7                | 0                | 2                | 0                | 34       | 1      | 13          | 0          |
| M. Meyer         | 28         | 5          | 0           | 0          | 1                 | 0                 | 0                 | 0                 | 8                | 1                | 0                | 0                | 37       | 6      | 0           | 0          |
| M. Multhaup      | -          | -          | -           | -          | -                 | -                 | -                 | -                 | -                | -                | -                | -                | -        | -      | -           | -          |
| R. Neustädter    | 29         | 2          | 6           | 0          | 1                 | 0                 | 1                 | 0                 | 8                | 0                | 2                | 0                | 38       | 2      | 9           | 0          |
| S. Sam           | 11         | 0          | 1           | 0          | 1                 | 0                 | 0                 | 0                 | 3                | 0                | 0                | 0                | 15       | 0      | 1           | 0          |
| M. Sobottka      | -          | -          | -           | -          | -                 | -                 | -                 | -                 | -                | -                | -                | -                | -        | -      | -           | -          |
| E. Choupo-Moting | 31         | 9          | 0           | 0          | 1                 | 0                 | 0                 | 0                 | 8                | 1                | 0                | 0                | 40       | 10     | 0           | 0          |
| J. Draxler       | 15         | 2          | 1           | 1          | 1                 | 0                 | 0                 | 0                 | 3                | 0                | 0                | 0                | 19       | 2      | 1           | 1          |
| J. Farfán        | 9          | 0          | 2           | 0          | -                 | -                 | -                 | -                 | -                | -                | -                | -                | 9        | 0      | 2           | 0          |
| K. Huntelaar     | 28         | 9          | 5           | 1          | 1                 | 0                 | 0                 | 0                 | 8                | 5                | 2                | 0                | 37       | 14     | 7           | 1          |
| C. Obasi         | 6          | 0          | 0           | 0          | -                 | -                 | -                 | -                 | 4                | 1                | 0                | 0                | 10       | 1      | 0           | 0          |
| F. Platte        | 2          | 0          | 0           | 0          | -                 | -                 | -                 | -                 | 1                | 0                | 0                | 0                | 3        | 0      | 0           | 0          |
| L. Sané          | 13         | 3          | 1           | 0          | -                 | -                 | -                 | -                 | 1                | 1                | 0                | 0                | 14       | 4      | 1           | 0          |
| C. Clemens       | 8          | 0          | 0           | 0          | 1                 | 0                 | 0                 | 0                 | 1                | 0                | 0                | 0                | 10       | 0      | 0           | 0          |
| F. Santana       | 4          | 0          | 0           | 0          | 1                 | 0                 | 1                 | 0                 | 1                | 0                | 0                | 0                | 6        | 0      | 1           | 0          |